# Tell Leilan

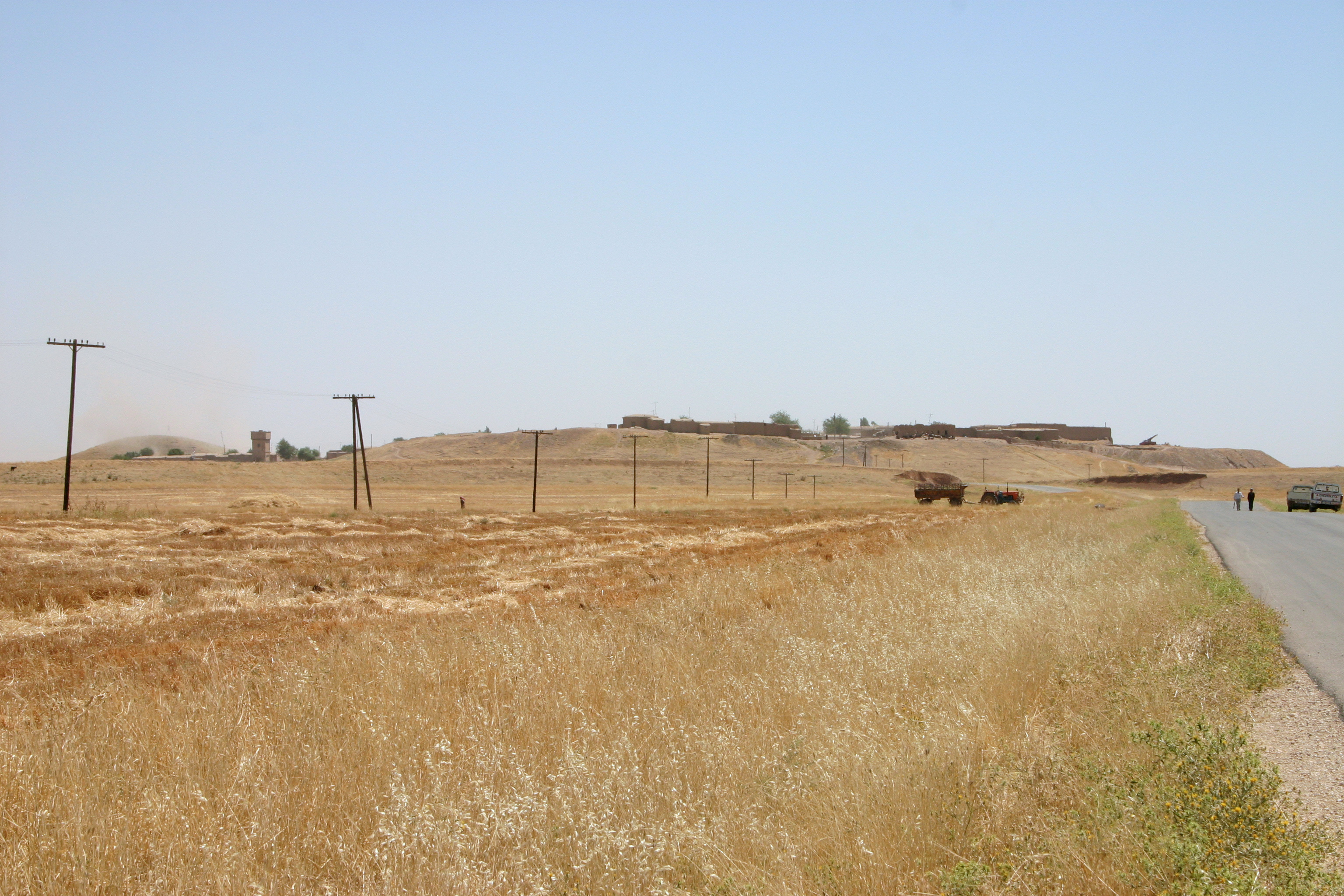
Veduta di Tell Leilan

Tell Leilan è un sito archeologico vicino a Wadi Jarrah presso il bacino del fiume Khabur nel Governatorato di Hassaké, situato nell'angolo nord-orientale della Siria. Il sito è stato occupato a partire dal V millennio a.C. e durante il tardo III millennio venne conosciuto col toponimo Shekhna. Verso il 1800 a.C., il luogo fu chiamato Shubat-Enlil dal re amorreo Shamshi-Adad I e diventò la capitale del suo stato della Mesopotamia settentrionale. Shubat-Enlil fu abbandonata nel 1700 a.C.

## Storia
La città sorse verso il 5000 a.C. come piccolo villaggio agricolo e divenne una grande città nel 2600 a.C. circa, trecento anni prima dell'Impero accadico. Uno strato di sedimento di circa 20 centimetri a Tell Leilan, che non conteneva alcuna evidenza di abitazione umana, fornì indizi sulla causa della caduta della città imperiale accadica: le analisi indicarono che verso il 2200 a.C., una siccità di tre secoli fu così severa da influire profondamente sull'agricoltura e l'insediamento stesso..

### La città di Shubat-Enlil
La conquista della regione da parte di Shamshi-Adad I (1812-1780 a.C.) rivitalizzò il sito abbandonato di Tell Leilan. Shamshi-Adad vide un grande potenziale nella ricca produzione agricola della zona e la fece diventare la capitale del suo impero. La rinominò da Shekhna a Shubat-Enlil, o Šubat-Enlil, che significa "residenza del dio Enlil" in lingua accadica. Nella città fu costruito un palazzo reale ed un'acropoli di templi raggiungibile tramite una via pavimentata dalle porte della città stessa. Esisteva anche un'area residenziale pianificata ed il tutto era circondato da mura; la città occupava circa 90 ettari. Si pensa che la popolazione di Shubat-Enlil possa aver raggiunto i 20.000 abitanti nel suo periodo più florido - prosperò infatti fino a che il re babilonese Samsu-iluna la saccheggiò nel 1726 a.C. e da allora non fu mai rioccupata.

## Archivio cuneiforme
Il cumulo di Tell Leilan è stato scavato da una squadra di archeologi dell'Università di Yale. Gli scavi iniziarono nel 1979, guidati dall'americano Harvey Weiss e lo studio del sito e della regione è ancora in atto. Tra le più importanti scoperte di Tell Leilan figura un archivio di 1100 tavolette d'argilla cuneiformi, tenuto dai sovrani della città. Queste tavolette datano al XVIII secolo a.C. e registrano i rapporti con altri Stati della Mesopotamia e in che modo l'amministrazione cittadina funzionava. I reperti degli scavi di Tell Leilan sono esposti presso il Museo Deir ez-Zor, nel Governatorato di Deir el-Zor in Siria.